# Konolfingen
Konolfingen là một đô thị trong huyện Bern-Mittelland, bang Bern, Thụy Sĩ. Đô thị này có diện tích 12,8 km², dân số thời điểm tháng 12 năm 2020 là 5451 người. Konolfingen được đề cập lần đầu năm 1148 với tên Chonolfingen. Konolfingen được thành lập từ sự hợp nhất của Gysenstein và Stalden vào năm 1933.